# 이존화
이존화(李存華, 1914년 4월 26일 완주 ~ 1964년 8월 10일)는 제3,4대 민의원의원을 지낸 대한민국의 정치인이다.

## 약력
- 만주 봉천학원 전문부 법과 졸업
- 봉천한교보호단 단장
- 독립촉성국민회 완주군지부장
- 자유당 완주군당 위원장
- 자유당 전북도당 선전부장
- 북진통일전북연맹 부위원장
- 전주시 소방단장

## 역대 선거 결과
|  | 29.09% |

|  | 49.78% |

|  | 15.87% |